# Gladhammar-Västrums församling
Gladhammar-Västrums församling är en församling i Kustbygdens kontrakt i Linköpings stift inom Svenska kyrkan. Församlingen ligger i Västerviks kommun i Kalmar län och ingår i Södra Tjusts pastorat.

## Administrativ historik
Församlingen bildades den 1 januari 2006 genom sammanslagning av Gladhammars och Västrums församlingar och utgjorde därefter till 2014 moderförsamling i ett pastorat kallat Gladhammars pastorat som även omfattade Törnsfalls församling. Från 2014 ingår församlingen i Södra Tjusts pastorat.

## Kyrkor
Församlingskyrkor är Gladhammars kyrka och Västrums kyrka.